# Moinhos (Galiza)
Moinhos (Muíños; em espanhol, Muiños) é um município raiano da Espanha na província 
de Ourense, 
comunidade autónoma da Galiza, de área 109 km² com 
população de 1922 habitantes (2007) e densidade populacional de 18,03 hab/km².

## Demografia

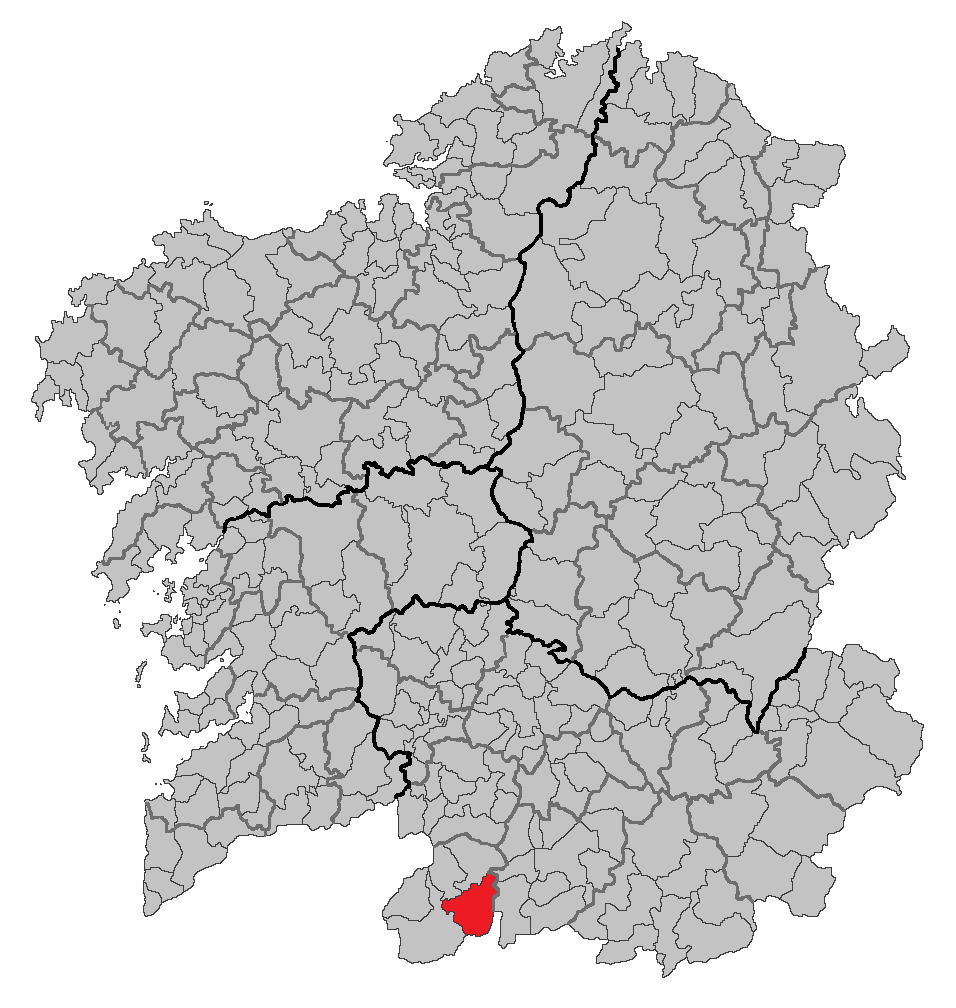
Localização de Moinhos na Galiza

| Variação demográfica do município entre 1991 e 2004 | Variação demográfica do município entre 1991 e 2004 | Variação demográfica do município entre 1991 e 2004 | Variação demográfica do município entre 1991 e 2004 |
| --------------------------------------------------- | --------------------------------------------------- | --------------------------------------------------- | --------------------------------------------------- |
| 1991                                                | 1996                                                | 2001                                                | 2004                                                |
| 2332                                                | 2207                                                | 2015                                                | 1985                                                |